# Witkeelkanarie
De witkeelkanarie (Crithagra albogularis; synoniem: Serinus albogularis) is een zangvogel uit de familie Fringillidae (vinkachtigen).

## Verspreiding en leefgebied
Deze soort telt 5 ondersoorten:
- C. a. crocopygia: zuidwestelijk Angola en noordelijk Namibië.
- C. a. sordahlae: zuidelijk Namibië en noordwestelijk Zuid-Afrika.
- C. a. orangensis: noordelijk Zuid-Afrika.
- C. a. albogularis: westelijk Zuid-Afrika.
- C. a. hewitti: centraal en zuidoostelijk Zuid-Afrika.